# 波托馬克公園 (馬里蘭州)
波托馬克公園（英語：Potomac Park）是位於美國馬里蘭州亞利加尼縣的一個普查規定居民點。

## 人口
根據2020年美國人口普查的數據，波托馬克公園的面積為1.00平方千米，當中陸地面積為1.00平方千米，而水域面積為0.00平方千米。當地共有人口821人，而人口密度為每平方千米821人。